# Cenophengus pallidus
Cenophengus pallidus är en skalbaggsart som beskrevs av Schaeffer 1904. Cenophengus pallidus ingår i släktet Cenophengus och familjen Phengodidae. Inga underarter finns listade i Catalogue of Life.